# Hialmar Rendahl
Carl Hialmar Rendahl, född 26 december 1891 i Jönköping, död 2 maj 1969 i Stockholm, var en svensk professor emeritus zoolog, tecknare, grafiker och målare.
Han var son till förste kanslivaktmästaren Carl Julius Rendahl och Hilma Svenson och från 1924 gift med Hjördis Peterson. Rendahl hade i ungdomsåren planer på att bli konstnär eller tidningsman och arbetade en tid som sagotecknare och journalist i Jönköping. Rendahl avlade studentexamen i Jönköping 1910. Från höstterminen 1910 studerade han vid Stockholms högskola. Filosofie kandidat i zoologi, botanik och geografi 1916. Filosofie licentiat i zoologi 1918. Filosofie doktor och docent i zoologi 1924. Professor vid Naturhistoriska riksmuseets vertebratavdelning 1933.
Under studietiden arbetade Rendahl som frilans i pressen, huvudsakligen med populärvetenskapliga artiklar samt översatte böcker åt Nordiska Förlaget och publicerade även teckningar. Han började arbeta vid Naturhistoriska Riksmuseets vertebratavdelning 1912 och startade ringmärkning av fåglar 1913. Från 1913 skrev Rendahl en rad zoologiska uppsatser och avhandlingar om fåglar, kräldjur, grodor, fiskar och däggdjur. Åt Världslitteraturens förlag i Malmö redigerade han Alfred Brehms Djurens liv 1929–1931, samt redigerade och hade ansvar hos Åhlen och Söners förlag för serien "Vi och vår värld" bestående av 12 st böcker, varav han skrivit två.
Hialmar Rendahl skrev "Fågelboken" som utgavs på Tidens förlag och trycktes i 6 upplagor om sammanlagt 60.000 ex.
Rendahl blev professor emeritus i januari 1958 och hade kvar sitt arbetsrum på Riksmuseet. Han fortsatte ända till en vecka före sin död med att bland annat undersöka fåglarnas flyttningsvägar, ankomsttider till Sverige på våren och avflyttningstider på hösten.
Det konstnärliga intresset fanns redan i ungdomsåren, exempelvis var Rendahl karikatyrtecknare i studenttidningen "Phi-Ex". Han arbetade med tempera, gouache, akvarell, olja och med förkärlek vaxkritor samt gjorde en rad linoleumsnitt. Hans konst består av abstrakta kompositioner, stiliserade landskap eller fågelstudier huvudsakligen utförda i och karikatyrteckningar där människor uppträder i djurgestalter med åren fick han allt större intresse för nonfigurativa motiv, vilka återspeglar hans livliga fantasi och känsla för färg och form.